# نقطة عمياء (رؤية)

في عيون الفقاريات تسلك الألياف العصبية طريقها علي الجانب الداخلي لشبكية العين، ومن ثم عند خروج هذه الألياف فإنها تقطع الشبكية لتخرج من العين، فتمنع بعض الضوء وتخلق النقطة العمياء في مكان مرور الألياف (القطع). أما في عيون الأخطبوط فإن الألياف العصبية تسلك طريقها علي الجانب الخارجي وراء شبكية العين، فلا تحتاج لقطع الشبكية حتي تمر من خلالها، وبالتالي فلا تمنع الضوء ولا تعطل شبكية العين. في الصورة رقم (4) يدل على النقطة العمياء في الفقاريات، والتي ينعدم وجودها على وجه الخصوص في عين الأخطبوط. وفي كلا الصورتين يُشير رقم (1) إلى شبكية العين و(2) إلى الألياف العصبية، بما في ذلك القرص البصري رقم(3).

النقطة العمياء (بالإنجليزية: blind spot)‏ هي حجب في مجال الرؤية، وهناك نقطة عمياء طبيعية تعرف باسم النقطة العمياء الفسيولوجية، وهي نقطة تخلو من أي مستقبلات الضوء، وتقع هذه النقطة على الشبكية في القرص البصري حيث يمر العصب البصري. ونظرا لعدم وجود مستقبلات للضوء في هذه النقطة، فإن الجزء المقابل لها في مجال الرؤية يكون غير مرئي، إلا أن أدمغتنا تقوم ببعض العمليات لاستكمال التفاصيل التي حجبتها النقطة العمياء على أساس التفاصيل المحيطة بها، والمعلومات القادمة من العين الأخرى، لذلك فنحن لا ندرك (حسيا) وجود النقطة العمياء.

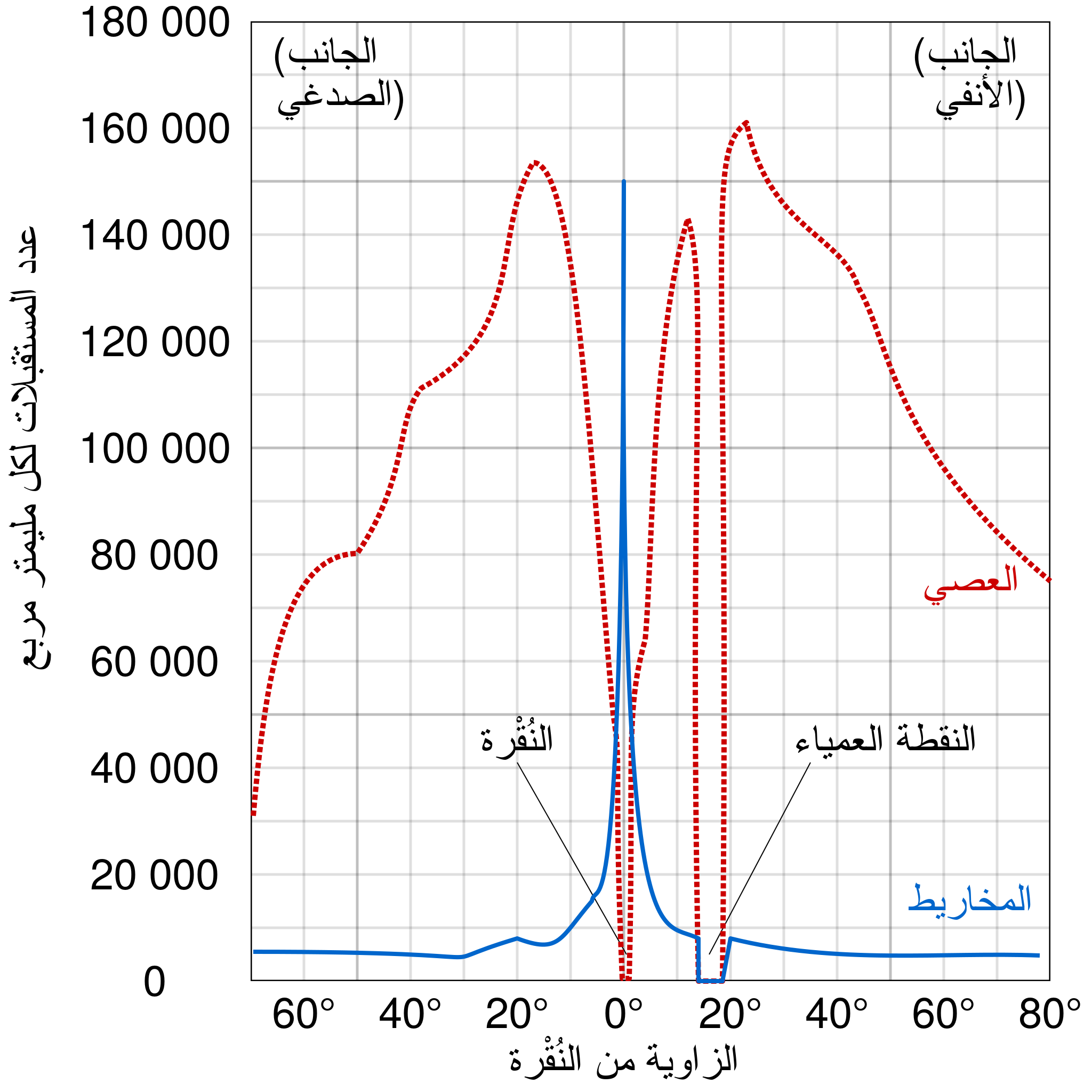
توزيع القضبان والأقماع (مستقبلات الضوء) على طول خط يمر عبر النقرة المركزية والنقطة العمياء للعين البشرية.

كانت أول ملاحظة موثقة لهذه الظاهرة في عقد 1660 من قِبل إدم ماريوت (Edme Mariotte) في فرنسا. وفي ذلك الوقت كان الاعتقاد العام بأن النقطة التي يدخل من خلالها العصب البصري للعين يجب أن تكون في الواقع أكثر الأجزاء حساسية في شبكية العين. إلا أن اكتشاف ماريوت دحض هذه النظرية.
تقع النقطة العمياء حوالي 12-15 درجة تجاه الصدغ و 1.5 درجة تحت الأفقي وحوالي 7.5 درجة طول و 5.5 درجة عرض .

## اختبار النقطة العمياء
| توضيح للنقطة العمياء | توضيح للنقطة العمياء | توضيح للنقطة العمياء | توضيح للنقطة العمياء | توضيح للنقطة العمياء |
| --- | -------------------- | -------------------- | -------------------- | -------------------- |
| |                      |                      |                      |                      |
| | R                    |                      | L                    |                      |
| |                      |                      |                      |                      |
| تعليمات: قم بغلق عينك اليسرى وانظر بالعين اليمنى على حرف L (أو العكس بغلق اليمنى والنظر باليسرى على حرف R). على أن تكون المسافة بين عينك والشاشة تساوي تقريبًا 25 سم (ثلاثة أضعاف المسافة بين الحرفين). حرك عينك تجاه الشاشة أو بعيدًا عنها حتى تلاحظ اختفاء الحرف الآخر. |                      |                      |                      |                      |